# Escut antic de Figuerola d'Orcau

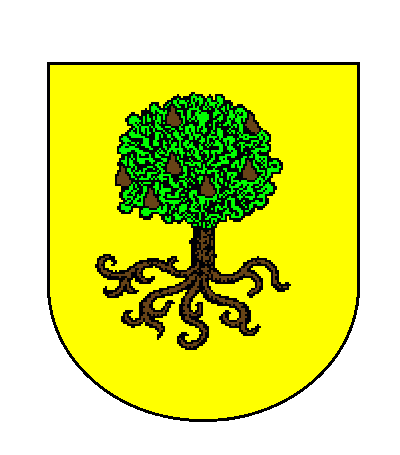
Escut antic de Figuerola d'Orcau

Antic escut municipal de Figuerola d'Orcau, al Pallars Jussà. Perdé vigència el 1970, any de creació del nou municipi d'Isona i Conca Dellà, que en un primer moment adoptà per a tot el nou terme l'escut antic d'Isona.

## Descripció heràldica
D'or, una figuera amb fulles i fruit dels seus colors.